# Zulfiya Zabirova
Zulfiya Khasanovna Zabirova (em russo:  Зульфия Хасановна Забирова; nascida em 19 de dezembro de 1973) é uma ciclista profissional russa e campeã olímpica no ciclismo de estrada em 1996.

## Atuações em Jogos Olímpicos
Zabirova representou a Rússia nos Jogos Olímpicos de Verão de 1996, 2000 e 2004, conquistando a medalha de ouro em 1996, no contrarrelógio individual.
Representou o Cazaquistão nas olimpíadas de Pequim, em 2008.